# Psychonaut 4
Psychonaut 4 — грузинський музичний гурт з Тбілісі, що грає у жанрі депресивно-суїцидальний блек-метал.

## Історія
Гурт Psychonaut 4 заснували влітку 2010 року Лаша «Andre» Адаміа та Давид Граф. Згодом до них приєдналися Тимур «Glixxx» Ломідзе, Ратті «Drifter» та Тімас «Nepho» Шилінгас, 4 червня 2011 року вони випустили дебютне демо «40 %» (назва є відсиланням на 40-градусний вміст алкоголю), яке розповсюджували через офіційний сайт лейблу Depressive Illusions Records.
Вихід демозапису привернув до проєкту увагу багатьох музичних спільнот, критиків і слухачів. Слухачі та критики відзначали якість запису та незвичайність звучання. У травні 2012 року лейбл Der Neue Weg Productions випустив спліт під назвою Tired, Numb, Still Alive, де також взяли участь блек-метал гурти Unjoy та Eurythmie.
Незабаром Psychonaut 4 випустили дебютний повноформатний альбом під назвою Have a Nice Trip…, що вийшов на лейблі Solitude and Despair Music на дисках, а також на касетах та вінілі. Далі було оголошено про те, що Psychonaut 4 та проєкт Hypothermia вирушають у спільне турне Європою, яке розпочнеться у жовтні з Франції. Однак із деяких причин тур відклали на березень-квітень 2013 року. Також гурт підписав контракт із мексиканським лейблом Self Mutilation Services на випуск наступного мініальбому.
Наприкінці 2012 року гурт оголосив про розпад. Причиною цього був вихід Андре, який писав більшу частину музики. Також хлопці обіцяли видати спліт як прощальний подарунок своїм фанатам. 29 березня на офіційній сторінці гурту ВКонтакті з'явилося повідомлення про возз'єднання гурту:
І напевно треба буде все-таки повідомити вам, що Андре днями повідомив нам, що він вирішив повернутися до гурту, і навіть візьме участь у записі нового треку. Сам він краще пояснить про всі причини виходу/повернення, я лише доношу цю новину до ваших вух (або очей). Так що все повернулося на круги своя. Всі хто зрадів, спасибі вам, ну а кому ця новина не в радість... що-ж, нам шкода.
Перший європейський міні тур країнами Балтики, запланований на лютий 2014, був скасований через проблеми з отриманням віз. У травні 2014 року виходить спліт з Cheerful Depression (Литва), Hovert (Росія) та Культура Курения (Росія). У серпні 2014 року колекція релізів гурту поповнилась сплітом з Ofdrykkja (Швеція) — гурт учасників колишнього Apati, Vanhelga (Швеція) — гурт екс-учасника Lifelover, та In Luna Іспанія). З початку 2015 року склад гурту пройшов через зміни: колишній сесійний гітарист S. D. Ramirez увійшов до складу, також був звільнений басист і один із засновників гурту André. Про причину звільнення жоден з учасників не робив жодної повної заяви. У квітні 2015 року на австрійському лейблі Talheim Records вийшов другий повноформатний альбом Dipsomania. На відміну від першого він має більш м'яке звучання, але попри це, слухачі і критики зустріло його навіть тепліше, ніж дебютний реліз. Dipsomania виявився меланхолійнішим, із вставками чистого вокалу і незначними елементами постпанку.
На підтримку альбому Psychonaut 4 відіграли два концерти в Україні: як хедлайнери на київському Dark Summer Bloom Fest, а також на розігріві у Moonspell і Septic Flesh в рамках фестивалю Carpathian Alliance у Львові, ставши першим колективом у жанрі блек-метал із Закавказзя, який зіграв на фестивалі такого рівня. Також у листопаді того ж року Psychonaut 4 вирушили до Мінська, щоб очолити Black Metal Ritual Fest за участю місцевих гурів, а також колективів із Фінляндії та Естонії. 7 жовтня 2016 року гурт випустив третій повноформатний альбом Neurasthenia.
31 жовтня 2020 вийшов четвертий студійний альбом гурту під назвою Beautyfall, виданий лейблом Talheim Records.
У 2023 році вийшов сингл «So Much for Suicide» (кавер на Tiamat), а також збірка Scrapes From The Past, що містить усі треки, яких ще не було на таких платформах, як Spotify.

## Музичний стиль та тематика пісень
Звучання Psychonaut 4 переважно описують як депресивно-суїцидальний блек-метал зі значним впливом постметалу, і постпанку. Починаючи з альбому Beautyfall / სულდაცემა з'явився також вплив фолк-металу з переважанням мотивів з грузинської народної музики, а також пісні стали виконуватися переважно грузинською мовою.
Тематика пісень гурту є характерною для DSBM-напрямку, і містить такі теми як депресія, наркозалежність, алкоголізм, секс, самогубство. Вокаліст гурту Давид Граф також відомий тим, що здійснює акти селфгарму під час виступів.

## Склад гурту
| Поточний склад - Тимур Ломідзе — ритм-гітара (з 2010) - Раті «Drifter» — соло-гітара, беквокал (з 2010) - Тімас «Nepho» Шилінгас — барабани (з 2011) - Алекс Менабде — бас-гітара (з 2008) - Давид «Graf fon Bafometh» Ломідзе — вокал (з 2010) | Колишні учасники - Лаша «Андре» Адаміа — бас-гітара (2010—2015) - Боргер — барабани (2002—2005) |

## Дискографія

### Альбоми
- 2012 — Have a Nice Trip
- 2015 — Dipsomania
- 2016 — Neurasthenia
- 2020 — Beautyfall / სულდაცემა
- 2023 — Scrapes from the Past

### Демо
- 2011 — 40 %

### Спліти
- 2012 — Tired, Numb, Still Alive
- 2013 — The Great Depression I
- 2014 — Psychonaut 4 / Cheerful Depression / Культура Куріння / Hovert
- 2015 — Urban Negativism
- 2018 — Children of the Night

### Сингли
- 2020 — «Tbilisian Tragedy»
- 2023 — «So Much for Suicide»